# Българка (природен парк)
Вижте пояснителната страница за други значения на Българка.
„Българка“ е природен парк в България.

## Местоположение
Паркът е разположен по северните склонове на Стара планина и заема територии в централния и източния дял на Стара планина. Паркът обхваща част от територията на общините Габрово и Трявна. Районът се характеризира с голямо разнообразие в релефа. Характерни за района са историческите забележителности, които се дължат на граничната роля на Стара планина в историята на Балканския полуостров.
Голямото релефно разнообразие се дължи на местоположението на природния парк. Той заема териториите на прехода между стръмния релеф на Централния Балкан и значително по-ниския и полегат източен дял на Стара планина. Това разнообразие в релефа предполага и голямото разнообразие във флората и фауната на района. Това, както и особеното историческо значение на тези части от Стара планина довеждат до обявяването на местността за природен парк.
В границите на Природен парк „Българка“ се намира горното течение и изворите на река Янтра, както и на нейните основни притоци. Площта на природния парк е 21 772 хектара като в парка са включени и землищата на девет населени места от общините Габрово и Трявна.

## Статут
Природен парк „Българка“ е обявен на 9 август 2002 г. с цел опазването на характерните за Стара планина букови екосистеми, както и заради културно-историческото значение на района.

## Животинско и растително разнообразие
Горската територия на парка възлиза на 17 460,62 ха или 80,20% от цялата му площ. От дървесните видове най-голям процент се пада на бука – 65%. Срещат се и различни видове дъб (цер, зимен, летен, благун и др.); обикновен, воден и келяв габър; липа; бряст; акация; трепетлика; явор; ясен; дива череша; джел, офика; брекина; бреза и др.
От иглолистните се срещат бял и черен бор, смърч, ела, бяла мура и др. От реликтните голосеменни на територията на парка се намира естествено тисово находище, възлизащо на 0,6 ха. Уникалното на това находище е консервационно значимия хабитат, който се среща само тук и е с три етажа – бук-тис-лавровишна. В пределите на парка са установени и други консервационно значими хабитати – бук с лавровишна, бук с лазаркиня, бук с воден габър, бук с боровинка, бук – джел – мъх и др.
Малката площ с многообразен релеф и почвено-климатични условия обуславя както голямото разнообразие на дървесни, така и на храстови и тревисти видове. Имайки предвид това, че природен парк „Българка“ е най-младия парк на територията на страната, тежката работа по определяне и систематизиране на растителното многообразие тепърва предстои. Установени са 360 растителни вида, от които 31 вида фигурират в Червената книга на България (тис, лудо биле, родопски силивряк, планински явор (жешля), различни видове български орхидеи, лечебна пищялка, планински лук, нейчев зановец, планинско секирче, различни видове шапичета и др.). Близо 70% от официално признатите в България лечебни растения се срещат на територията на парка в различна плътност. При зоогеографското райониране паркът попада в зоната на европейската фауна, Старопланинския район.
Горите са обитавани от голям брой диви животни като вълк, лисица, чакал, мечка, дива свиня, благороден елен, сърна, див заек, източноевропейски таралеж, катерица, язовец, пор и др. От пернатите се срещат скален орел, малък ястреб (керкенез), обикновена ветрушка, див гълъб (гривек), скален гълъб, голям пъстър кълвач, черен кълвач, зелен кълвач, кукувица, обикновен мишелов, сова, домашна кукумявка, бяла стърчиопашка, гугутка, гургулица, сойка, сврака, гарван, сива врана, кос, дрозд, скорец, чучулига, чинка, славей, домашно врабче, авлига, голям синигер и др.
Влечуги са: смок – 3 вида, обикновена и черна усойница, пепелянка, зелен, кафяв, скален и др. гущери, слепок и др. От земноводните се срещат няколко вида жаби, дъждовник, тритон и др. От рибите се срещат балканска пъстърва, черна мряна, и др. Систематизирането на разнообразието при безгръбначни – членестоноги все още не е извършено.
Голяма част от наличните редки, защитени растителни и животински видове са концентрирани в природните забележителности „Мъхнатите скали“ и „Виканата скала“ и защитените местности „Естествено тисово находище в местността Извора“, „Мъхченица – Йововци“ и „Столища“.

## Резервати

### Защитени местностти
- Мехченица-Йововци
- Столища
- Студеният кладенец

### Природни забележителности
- Виканата скала
- Скален венец-Местност „Мъхнатите скали“

## Културно наследство
В Природен парк „Българка“ се намират редица културно-исторически забележителности:
- Шипченският проход
- Паметникът на свободата – на връх „Св. Никола“ (Шипка, Столетов)
- Архитектурно-етнографски комплекс „Етър“
- АИР Боженци
- Соколски манастир
- Дряновски манастир.

## Галерия
- Поглед от връх Българка към горите на природен парк „Българка“
- Горите на природен парк „Българка“
- „Виканата скала“ в природен парк „Българка“
- Изворче в природен парк „Българка“
- Горска гъба в природен парк „Българка“
- Горско цвете в природен парк „Българка“
- Горски плодове (бясно дърво – Daphne mezereum) в природен парк „Българка“
- Защитено вековно дърво (бук) в природен парк „Българка“
- Корените на вековното буково дърво в природен парк „Българка“
- Подезичен залист (Ruscus hypoglossum L.) в широколистна гора край Габрово